# NGC 624
NGC 624 es una galaxia espiral (Sb) localizada en la dirección de la constelación de Cetus. Posee una declinación de -10° 00' 11" y una ascensión recta de 1 horas, 35 minutos y 51,2 segundos.
La galaxia NGC 624 fue descubierta en 28 de noviembre de 1785 por William Herschel.